# Comuna Kuțivka, Novhorodka
Kuțivka (în ucraineană Куцівка) este o comună în raionul Novhorodka, regiunea Kirovohrad, Ucraina, formată din satele Bilozerne, Kuțivka (reședința), Prostore, Ruceaikî și Sotnîțke.

## Demografie
Componența lingvistică a comunei Kuțivka
     Ucraineană (95,08%)
     Rusă (4,51%)
     Alte limbi (0,36%)
Conform recensământului din 2001, majoritatea populației comunei Kuțivka era vorbitoare de ucraineană (95,08%), existând în minoritate și vorbitori de rusă (4,51%).